# Pas de vieux os
Pour plus de détails, voir Fiche technique et Distribution.
Pas de vieux os est un téléfilm français réalisé par Gérard Mordillat et diffusé dans le cadre de la série télévisée Série noire le 25 mai 1985 sur TF1.

## Synopsis
Le boxeur Matt Querny (François Dunoyer) refuse de se coucher dans un combat truqué et provoque la perte d'une lourde somme d'argent à ses employeurs. Il a quarante-huit heures pour les rembourser. Il pense alors à un vieil ami, Smet (Yves Robert), pour l'aider à s'en sortir.

## Fiche technique
- Titre français : Pas de vieux os
- Réalisation : Gérard Mordillat
- Scénario : Gérard Mordillat et Gérard Guérin d'après le roman éponyme de Terry Stewart
- Photographie : Jean Monsigny
- Musique : Jean-Claude Petit
- Montage : Michèle Masnier et Geneviève de Gouvion
- Pays d'origine : France
- Format : Couleurs
- Genre : Policier
- Date de sortie : 1985

## Distribution
- François Dunoyer : Mat Querny
- Élizabeth Bourgine : Fran
- Sabine Haudepin : Chris
- Yves Robert : Smet
- Gérard Blain : Baglet
- Michel Subor : Frost
- Christiane Cohendy : Paule
- Pascal Pistacio : Merton
- Jacques Pater : Rhul
- Serge Bary
- Jean-Loup Bourel
- Antoine Bourseiller
- Patrick Braoudé
- René Claude
- Bertie Cortez
- Frederic Vieille De Montgobert
- Claude Duneton
- James Fairhurst : un photographe
- Bernard Freyd
- Peter Hudson
- Joel Jouanneau
- Christian Le Moal
- Robert Liensol
- Françoise Michaud
- Jean-Pierre Le Pavec
- Nicolas Philibert
- Trevor A. Stephens
- Doug Zangar

## Autour du téléfilm
- Derrière le pseudonyme de Terry Stewart se cache l’écrivain Serge Arcouët, premier auteur français à être publié dans la collection Série noire.
- L’acteur Jacques Pater apparaît par la suite dans trois autres épisodes de la série (La Nuit du flingueur, Noces de plomb et Le Manteau de Saint Martin).

## Source
- Claude Mesplède  et Jean-Jacques Schleret (Éd. rév. de: SN, voyage au bout de la Noire), Les auteurs de la Série noire, 1945-1995, Nantes, Joseph K, coll. « Temps noir », 1996, 627 p. (ISBN 978-2-910-68611-6, OCLC 300207570), p. 523-524.